# Ola Nilsson (dirigent)
Karl Ola Nilsson, född 14 februari 1935 i Veta i Östergötland, död 14 december 1973 i Göteborg, var en svensk dirigent.
Ola Nilsson avlade kantorsexamen och studerade piano, valthorn och dirigering för Matti Rubinstein och Styrbjörn Lindedal vid musikkonservatoriet i Göteborg. Han var kapellmästare vid Stora teatern från 1954 och 1964–1968 rektor för Statens scenskola i Göteborg. Nilsson översatte och bearbetade flera musikaler och var en av landets främsta kännare av moderna musikaler.
Ola Nilsson var från 1972 gift med hovsångerskan Elisabeth Erikson. Han är begravd på Östra kyrkogården i Göteborg.